# Ptolemaeus XI Alexander II
Ptolemaeus XI Alexander II (Oudgrieks Πτολεμαίος Ἀλέξανδρος) (ca. 105 v.Chr. – kort voor 22 april 80 v.Chr.) was koning van Egypte gedurende 18 of 19 dagen, kort voor 22 april 80 v.Chr.
Hij was een zoon van Ptolemaeus X Alexander I en Cleopatra Selena I. Vanwege de politiek instabiele situatie in Egypte vluchtte zijn grootmoeder Cleopatra III in 103 v.Chr. met hem naar Kos. Daar groeide Ptolemaeus op in het heiligdom van Asklepios.
In 88 v.Chr., aan het begin van de Mithridatische oorlog, werd Ptolemaeus op Kos gevangengenomen door Mithridates VI van Pontus. Vier jaar later wist hij echter te ontsnappen. Hij vluchtte naar de Romeinen, Mithridates' vijanden, en zocht zijn toevlucht bij Sulla.
Begin april 80 v.Chr. keerde Ptolemaeus terug naar Egypte, met steun van Sulla, die graag een pro-Romeins heerser op de Egyptische troon zag. Berenice III, die sinds de dood van Ptolemaeus IX Soter II (Lathyros) in december 81 v. Chr. alleen over Egypte regeerde, kon niet anders dan een co-regentschap met hem aangaan door met hem te huwen. 18 of 19 dagen na zijn troonsbestijging vermoordde Ptolemaeus Berenice echter, vermoedelijk om zo de alleenheerschappij over Egypte voor zich op te eisen. De Alexandrijnse bevolking veroordeelde de moord op de populaire Berenice echter en lynchte Ptolemaeus. De heerschappij over Egypte werd overgenomen door Ptolemaeus XII Neos Dionysos, de broer van Berenice.